# Кокечин
Кокечин, Кокечин-хатун, Кокачин (монг. Хөхчин, кит. 阔阔真; ум. 1296)  — знатная монголка из рода баяут, жившая во второй половине XIII века. В 1291 году она была обручена с ильханом Аргуном, но после преждевременной смерти последнего вышла замуж за его сына Газана. Сведения о путешествии Кокечин в Персию содержатся в «Книге чудес света» Марко Поло, а также китайской энциклопедии Юнлэ и «Сборнике летописей» Рашид ад-Дина.

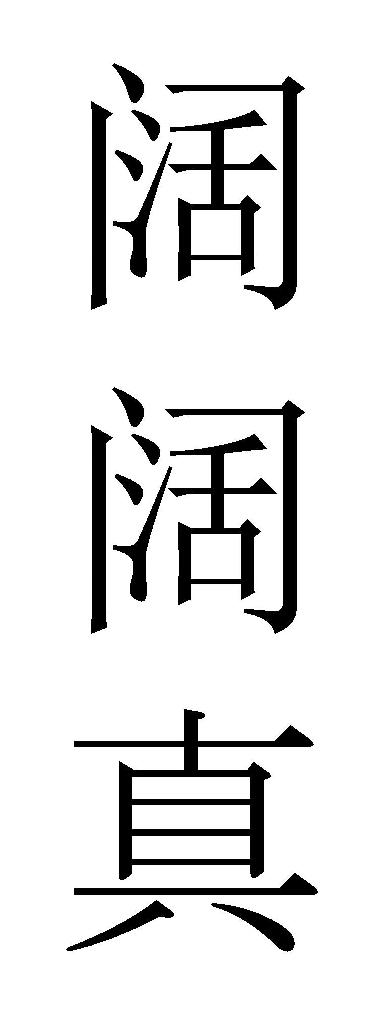
Имя Кокечин, записанное китайскими иероглифами

## Биография
После смерти своей любимой жены Булухан Аргун, помня о её предсмертной воле и желании передать своё место ближайшей из родственниц, обратился к Хубилай-хану с просьбой отправить в ильханат женщину-баяутку. Выбор Хубилая пал на семнадцатилетнюю Кокечин. Сопровождать юную невесту было поручено нескольким послам, в число которых вошёл Марко Поло, незадолго до этого вернувшийся из очередного путешествия; путь свадебной процессии, включавшей 14 больших кораблей и около 600 членов экипажа, пролегал через Суматру, Шри-Ланку и Индию и в общей сложности занял несколько лет. К моменту прибытия невесты в Персию (около 1293 года) Аргун-хан уже скончался, и Кокечин по обычаю левирата пришлось выйти за его сына Газана. Как сообщают источники, за время путешествия Кокечин настолько привязалась к сопровождавшим её послам, что «горько плакала» после прощания с ними.
Кокечин-хатун умерла в июне 1296 года.

## Образ
- Кокечин-хатун является одной из главных героинь комикса Кристиана Кло «Марко Поло» (2013—2014). По сюжету, Кокечин влюбляется в Марко и, хитростью избежав свадьбы, возвращается вместе с ним в Венецию.

### Кинематограф
- «Приключения Марко Поло» (1938); в роли — Сигрид Гури;
- «Приключения Марко Поло» (1956); в роли — Доретта Морроу;
- «Марко Поло» (2014); в роли — Чжу Чжу.